# Linia 3 de tramvai din Antwerpen
Linia 3 de tramvai din Antwerpen este o linie de tramvai din Antwerpen, Belgia, care începe în parcarea P+R Fortsteenweg din districtul Merksem și se termină în parcarea de același tip, P+R Krijgsbaan din Melsele.

## Istoric
Linia 3 de tramvai este una din cele mai vechi din Antwerpen. Pe 9 octombrie 1902 au fost introduse primele tramvaie electrice între Groenplaats, pe malul de vest, și Zuiderplaats. Tramvaiele de pe această rută purtau un simbol galben cu indicații privind traseul, Groenplaats – Muzeu - Gara de Sud. Liniei nu îi era încă atribuit un număr. În 1903, legătura dintre Groenplaats și Gara Centrală (acum Gara Antwerpen-Centraal) a fost extinsă și a primit numărul 3. În 1904, linia a fost continuată spre Schijnpoort via Carnotstraat, Kerkstraat și Pothoekstraat. O prelungire spre Merksem (Oude Bareel) de-a lungul Bredabaan a fost inaugurată în 1906. Tramvaiele care circulau dincolo de Schijnpoort, spre Merksem, purtau o tăbliță indicatoare de culoare galben cu alb.
În iulie 1929 a fost dată în folosință o buclă pe Victor Roosensplein, în Merksem, și o secțiune comună cu NMVB pe Bredabaan. Chiar dacă înainte fusese vorba de două trasee separate, din acel moment noua secțiune a început să fie folosită și de liniile 61, 63 și 65 ale NMVB către suburbiile Antwerpenului. În 1931 a fost introdusă linia suplimentară 3bis între Schijnpoort și Groenplaats. Ea înlocuia linia de tramvai suspendat 23. În 1936, liniile 3 și 4 au fost contopite într-una singură Merksem - Gara Centrală - Gara de Sud - Hoboken (via Nationalestraat și Lambermontplaats) deoarece prea multe linii se terminau la Groenplaats, stârnind confuzie.
După cel de-Al Doilea Război Mondial, linia comună spre Hoboken a fost din nou despărțită, ruta Groenplaats - Hoboken fiind preluată de linia 4 și având ca ultimă stație Gara de Sud. Linia 3bis, care trecea prin Groenplaats, avea Suikerrui drept punct terminus. Primul tramvai PCC a circulat pe linia 3 în 20 martie 1962.
În 1965, stația terminus a liniei a devenit Lambermontplaats, linia fiind scurtată după construcția inelului de ocolire a Antwerpenului, a Tunelului Kennedy în zona Bolivarplaats și a demolării fostei Gări de Sud. Astfel, traseul Lambermontplaats - Gara de Sud de pe strada Emiel Banningstraat a fost desființat. În zona Sportpaleis fosta buclă de întoarcere din Raoul Grégroireplein a fost desființată în 1968, dar a fost construită una nouă în strada Van Der Delftstraat pentru tramvaiele care veneau dinspre oraș.
În 1972, tramvaiele liniei 3 au circulat pentru ultima dată pe strada De Keyserlei și prin stația supraterană Meir, fiind deviate pe traseul de la Carnotstraat, via Gemeentestraat și Rooseveltplaats, până la Piața de Lapte, traseu exploatat și de liniile 10 și 11. Acest lucru s-a datorat demarării lucrărilor la premetrou în zona Meir. 
În 1975 a fost construit un traseu separat pentru tramvaie pe Bredabaan, pe care se intenționa să circule și autobuzele NMVB. 
În 1996, după mai mulți ani de construcție a sistemului subteran între Gara Centrală și Sportpaleis, linia 3 a fost introdusă prin tunelurile premetroului, cauzând o deplasare substanțială a fostului traseu, care trecea pe străzile Kerkstraat și Pothoekstraat. Pe 1 aprilie 1996, linia 3 a fost extinsă până în Linkeroever, prin Tunelul Brabotunnel pe sub Schelde. Prelungirile liniei până în parcările Park-and-ride din Melsele și Keizershoek, ambele terminate în 2002, au făcut ca linia 3 să devină, începând cu 2005, cea mai utilizată linie de tramvai a De Lijn.

## Traseu și stații
Linia 2 conectează cartierul Merksem, situat în nord-estul zonei metropolitane Antwerpen, cu comuna Melsele, situată pe malul stâng al Scheldei, traversând centrul orașului Antwerpen. Linia folosește tunelurile premetroului din Antwerpen între stațiile Sport și Frederik van Eeden.

### Stațiile
|  |   |  | Stație                     | Lat/Long                                      | Comună      | Corespondențe            |
|  | - |  | -------------------------- | --------------------------------------------- | ----------- | ------------------------ |
|  | O |  | Merksem - P+R Fortsteenweg | 51°15′31″N 4°27′47″E / 51.25873°N 4.463019°E  | Antwerpen   | 2 P+R                    |
|  | o |  | Ringlaan                   | 51°15′15″N 4°27′32″E / 51.25417°N 4.458963°E  | Antwerpen   | 2                        |
|  | o |  | Rerum Novarum              | 51°15′05″N 4°27′23″E / 51.25140°N 4.456394°E  | Antwerpen   | 2                        |
|  | o |  | Victor Roosens             | 51°14′56″N 4°27′15″E / 51.24895°N 4.454111°E  | Antwerpen   | 2                        |
|  | o |  | Oudebareel                 | 51°14′48″N 4°27′02″E / 51.24675°N 4.450520°E  | Antwerpen   | 2                        |
|  | o |  | Barnkracht                 | 51°14′38″N 4°26′38″E / 51.24381°N 4.443954°E  | Antwerpen   | 2                        |
|  | o |  | Burgemeester Nolf          | 51°14′33″N 4°26′28″E / 51.24259°N 4.441175°E  | Antwerpen   | 2                        |
|  | o |  | Gasthuishoeve              | 51°14′19″N 4°26′26″E / 51.23854°N 4.440523°E  | Antwerpen   | 2 6                      |
|  | o |  | Sport                      | 51°13′49″N 4°26′34″E / 51.230278°N 4.442778°E | Antwerpen   | 2 6 12                   |
|  | o |  | Schijnpoort                | 51°13′38″N 4°26′20″E / 51.227222°N 4.438889°E | Antwerpen   | 2 5 6 12                 |
|  | o |  | Handel                     | 51°13′27″N 4°25′55″E / 51.224167°N 4.431944°E | Antwerpen   | 2 5 6                    |
|  | o |  | Elisabeth                  | 51°13′22″N 4°25′27″E / 51.222778°N 4.424167°E | Antwerpen   | 2 5 6                    |
|  | o |  | Astrid                     | 51°13′08″N 4°25′17″E / 51.218889°N 4.421389°E | Antwerpen   | 2 5 6 8 10 11 12 24 SNCB |
|  | o |  | Opera                      | 51°13′05″N 4°24′56″E / 51.218056°N 4.415556°E | Antwerpen   | 5 9 12 15 24             |
|  | o |  | Meir                       | 51°13′06″N 4°24′24″E / 51.218333°N 4.406667°E | Antwerpen   | 4 5 7 9 15               |
|  | o |  | Groenplaats                | 51°13′07″N 4°24′06″E / 51.218611°N 4.401667°E | Antwerpen   | 4 5 9 15                 |
|  | o |  | Van Eeden                  | 51°13′14″N 4°23′11″E / 51.220556°N 4.386389°E | Antwerpen   | 5 9 15                   |
|  | o |  | Halewjn                    | 51°13′13″N 4°22′46″E / 51.22033°N 4.379328°E  | Antwerpen   | 5 9 15                   |
|  | o |  | A. Van Cauwelaert          | 51°13′13″N 4°22′30″E / 51.22023°N 4.374935°E  | Antwerpen   | 5 9 15                   |
|  | o |  | Sporthal                   | 51°13′12″N 4°22′05″E / 51.22012°N 4.367918°E  | Antwerpen   | 5 9 15                   |
|  | o |  | Linkeroever                | 51°13′12″N 4°21′46″E / 51.22006°N 4.362656°E  | Antwerpen   | 5 9 15 P+R               |
|  | o |  | Schep Vreugde              | 51°13′11″N 4°20′49″E / 51.21982°N 4.347056°E  | Antwerpen   |                          |
|  | o |  | Verbrandendijk             | 51°13′11″N 4°20′29″E / 51.21964°N 4.341300°E  | Zwijndrecht |                          |
|  | o |  | Van Goey                   | 51°13′10″N 4°19′59″E / 51.21951°N 4.333055°E  | Zwijndrecht |                          |
|  | o |  | Vredespark                 | 51°13′11″N 4°19′44″E / 51.21974°N 4.328857°E  | Zwijndrecht |                          |
|  | o |  | Dorp                       | 51°13′10″N 4°19′32″E / 51.21936°N 4.325684°E  | Zwijndrecht |                          |
|  | o |  | Hof ter Rijen              | 51°13′09″N 4°19′07″E / 51.21916°N 4.318708°E  | Zwijndrecht |                          |
|  | O |  | Melsele - P+R Krijgsbaan   | 51°13′09″N 4°18′19″E / 51.21928°N 4.305367°E  | Melsele     | P+R                      |

## Exploatarea liniei
Linia 3 este exploatată de De Lijn. Ea este parcursă de tramvaie în circa 40 de minute.

### Frecvență
Linia 3 este parcursă de tramvaie la fiecare 8 minute în orele de vârf și la fiecare 15, apoi 20 de minute, seara. Primul tramvai începe să circule la ora 04:40 dimineața din stația de premetrou Sport, dar primul tramvai care parcurge linia începând din parcarea P+R Fortsteenweg pornește la ora 05:12.

## Materialul rulant
Pe această linie circulă în general tramvaie HermeLijn (atât din prima, cât și din a doua generație), dar ocazional sunt folosite și tramvaie PCC pentru a suplimenta serviciul liniei 3 atunci când sunt evenimente cu public numeros la Sportpaleis. Linia 3 este a doua după linia 15 pe care De Lijn a introdus și tramvaie Albatros.

## Simbolul liniei
Simbolul acestei linii, prezent pe afișajul tramvaielor, este cifra „3” scrisă cu culoare neagră pe un cartuș rectangular de culoare galbenă.

## Proiecte
Pe perioada lucrărilor de modernizare, niciun tramvai al liniei 3 nu va mai circula pe podul Gabriël Theunisbrug, care face legătura între Merksem și Sportpaleis. Totuși, începutul lucrărilor, programat pentru anul 2014, a fost amânat.
Extensii ale liniei din Linkeroever către Beveren și reintroducerea tramvaiului din Merksem pe vechile trasee NMVB spre Brasschaat și/sau Kapellen au fost și ele aduse în discuție.